# Gregório de Matos
Gregório de Matos Guerra (Salvador, 23 dicembre 1636 – Recife, 26 novembre 1696) è stato un poeta e avvocato portoghese, considerato il maggiore poeta barocco del Brasile coloniale e il più importante poeta satirico in lingua portoghese del periodo.
Nonostante abbia scritto numerose poesie liriche e religiose, è rinomato per quelle satiriche, che gli hanno valso il soprannome "Boca do Inferno" (bocca dell'Inferno).

## Opere
A causa del forte contenuto delle sue satire, le opere di de Matos non furono pubblicate o comunque conosciute fino al XIX secolo. Durante la sua vita, le sue poesie si potevano trovare solo in diari privati.
L'Accademia Brasiliana delle Lettere ha pubblicato un'edizione completa delle sue poesie in sei volumi:
- Vol. 1: Sacra (1923)
- Vol. 2: Lírica (1923)
- Vol. 3: Graciosa (1930)
- Voll. 4-5: Satírica (1930)
- Vol. 6: Última (1933)